# Garoto de Programa (filme)
Nota:Se procuras pelos filmes estadunidenses, veja Loverboy
Garoto de Programa é um filme pornográfico brasileiro protagonizado por Alexandre Frota. É o sétimo filme do gênero estrelado pelo ator.

## Enredo
O filme conta a história de um garoto de programa interpretado por Frota que é procurado pelas mais belas mulheres da cidade de São Paulo. A produção é dirigida por J. Gaspar (o mesmo de A 1ª Vez de Rita Cadillac).

## Garoto de Programa 2
A produtora Brasileirinhas tinha interesse em lançar uma sequencia Garoto de Programa 2 mas Frota desistiu da carreira de ator pornográfico antes de concluir o filme.
A produção do filme foi interrompida devido a problema de saúde de Frota, que precisou de internação para tratar uma broncopneumonia, após o tratamento Frota tirou férias e então desistiu da carreira.